# Roumen Bairaktarov
Roumen Bairaktarov (født 20. oktober 1946 i Bourgas, Bulgarien) er en bulgarsk komponist, lærer og professor.
Bairaktarov studerede komposition hos Alexander Raichev, og senere hos Olivier Messiaen i Paris. Han har undervist som lærer i teori og musikpædagogik på Sofia Universitet.
Bairatarov har komponeret to symfonier, orkesterværker, kammermusik, koncertmusik, korværker, sange etc.

## Udvalgte værker
- Symfoni nr. 1 (1978) - for orkester
- Symfoni nr. 2 (1984) - for orkester
- Violinkoncert (1978) . for violin og orkester